# Lepidosaphes piniphila
Lepidosaphes piniphila är en insektsart som beskrevs av Borchsenius 1958. Lepidosaphes piniphila ingår i släktet Lepidosaphes och familjen pansarsköldlöss. Inga underarter finns listade i Catalogue of Life.